# Schusser (Geschoss)

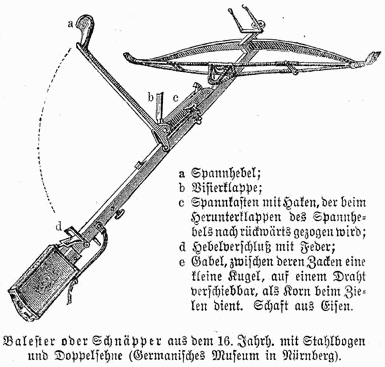
Für Schusser vorgesehener Vogelschnepper aus Meyers Konversationslexikon 1888

Der Schusser ist eine Tonkugel von ca. 1 cm Durchmesser, heute meist farbig überzogen.
Ursprünglich handelt es sich um Geschosse für die Schnepper, auch Vogelschnepper oder Balester genannt. Speziell bei der Jagd auf kleinere Vögel musste die Munition leicht und wenig zerstörerisch sein, um sicherzustellen, dass anschließend noch etwas Essbares übrig blieb.
Die Nebenfunktion des Schussers als Kinderspielzeug blieb erhalten, als diese Armbrüste nicht mehr für die Jagd benutzt wurden. Im Lauf der Zeit wurde beim Murmelspiel der Ausdruck Schusser auch auf Glaskugeln usw. übertragen.